# Bifrenaria wittigii
Bifrenaria wittigii (Rchb.f.) Hoehne (1953), es una especie de orquídea epífita originaria de Brasil.

## Características
Es una especie herbácea de pequeño tamaño, que prefiere clima cálido a fresco, es epífita. Tiene un pseudobulbo cónico tetragonal que tiene  una sola hoja, apical, erecta, alargada-elíptica, acuminada. Florece  en una inflorescencia basal de 8 cm de largo,  llevando flores fragantes. Produce la floración en la primavera y el verano.

## Distribución y hábitat
Se encuentra solamente en Espírito Santo y Río de Janeiro y Minas Gerais en Brasil, donde habita en bosques húmedos o secos, pero bien soleados en alturas de 1000 a 2000 metros.

## Taxonomía
Con Bifrenaria tetragona, comprende un grupo de Bifrenarias grandes que, por tener el labelos carnosos  forman unas especies muy diferentes de todas los demás,  se clasifica en la sección Stenocoryne.  Aunque muy similar a B. tetragona , B. wittigii  presenta pelos en el lóbulo central del labio, lo que le confiere un aspecto aterciopelado, el labio de B. tetragona  es plano.
Bifrenaria wittigii fue descrito por (Rchb.f.) Hoehne  y publicado en Flora Brasilica 12(7): 30. 1953.
Etimología
Bifrenaria: nombre genérico que deriva de las palabras griegas: bi (dos); frenum freno o tira. Aludiendo a los dos tallos parecidos a tiras, estipes que unen los polinios y el viscídium. Esta característica las distingue del género Maxillaria.

wittigii: epíteto que significa "de Wittig".
Sinonimia
- Cydoniorchis wittigii (Rchb.f.) Senghas 1994;
- Lycaste wittigii Rchb.f. 1878[6][7][8]